# Kuujjuaqs flygplats
Kuujjuaq Airport (franska: Aéroport de Kuujjuaq) är en flygplats i Kanada.   Den ligger i regionen Nord-du-Québec och provinsen Québec, i den östra delen av landet, 1 500 km norr om huvudstaden Ottawa. Kuujjuaq Airport ligger 39 meter över havet. Arean är 145 kvadratkilometer.
Terrängen runt Kuujjuaq Airport är platt. Runt Kuujjuaq Airport är det mycket glesbefolkat, med 4 invånare per kvadratkilometer.. Närmaste större samhälle är Kuujjuaq, 2,2 km nordost om Kuujjuaq Airport. 